# Gendün Drub
| Tibetische Bezeichnung               |
| ------------------------------------ |
| Tibetische Schrift: དགེ་འདུན་གྲུབ        |
| Wylie-Transliteration: dge 'dun grub |
| Andere Schreibweisen: Gendun Drub    |

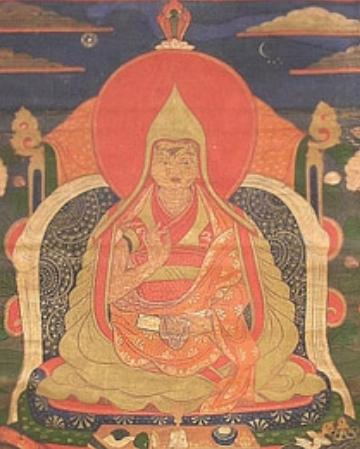
Gendün Drub

Gendün Drub (tib.: dge 'dun grub; geb. 1391; gest. 15. Januar 1475) war ein buddhistischer Mönch aus Tibet. Er begründete das Kloster Trashilhünpo, war dessen erster Abt und wurde postum zum ersten Dalai Lama erklärt.

## Leben
Gendün Drub kam in der Nähe des Klosters Sakya als drittes von fünf Kindern einer Nomadenfamilie zur Welt und erhielt den Namen Pema Dorje. Berichtet wird, dass die Familie am Abend seiner Geburt von Räubern überfallen wurde und die Mutter das Baby in einer Felsspalte versteckte, bevor sie flüchtete. Bis die Eltern zurückkamen, habe ein Geier das Kind bewacht, der als Verkörperung des Mahakala verstanden und dann Gendun Drubs persönliche Schutzgottheit wurde.
Der junge Knabe musste sich wegen der Armut seiner Eltern als Viehhirte bei Nachbarn verdingen, und er war erst sieben Jahre alt, als sein Vater starb. Daraufhin suchte er Zuflucht im Kadampa-Kloster Narthang. Unter der Betreuung des Abtes lernte er das Rezitieren, Lesen und Schreiben, beherrschte zuletzt die indische, tibetische und mongolische Schrift und war ein guter Kalligraf, wurde demgemäß auch „Meister der Schrift“ tituliert.
1405 erhielt er den Mönchsnamen Gendün Drubpa Pelzango, 1410 wurde er zum Vollmönch geweiht. Er unterrichtete bereits während seines Grundstudiums in Narthang. Seinem Namen häufig vorangestellte Epitheta wie Allwissender, Penchen (Gelehrter), Tugendhafter, Wohltäter und ein besonderer Geshe-Titel zeugen von seinem Ansehen. Vermutlich wurde er bereits zu Lebzeiten als Emanation des Avalokiteshvara betrachtet.
Unterweisung und Initiationen empfing er in bedeutenden Klöstern, darunter Ganden, von rund 60 hohen Lamas verschiedener Schulrichtungen.
Von 1426 bis 1438 war Gendün Drub zusammen mit seinem Lehrer und Freund Je Sherab Sengge auf Wanderschaft zu wichtigen Klöstern. Sie trugen dadurch wesentlich zur Verbreitung der Lehre Tsongkhapas bei. Ab dem 40. Lebensjahr begann er Lehrschriften zu verfassen. Neben dem Werk Tsongkhapas und zweier anderer seiner Haupt-Schüler (Gyeltshab Je und Khedrub Je) gelten Gendün Drubs Schriften als die wesentlichsten der ersten Epoche der Gelugpa. Hervorzuheben sind seine Arbeiten zur Logik, über die mönchische Disziplin (Vinayapitaka) und über die geheimen Schriften des Atisha. Die Einladung, Abt von Ganden zu werden, lehnte Gendün Drub zweimal ab, um sich vollkommen seinen Studien und der Lehrtätigkeit widmen zu können. Ab 1438 stand er im Rang eines Gyelwa, war somit höchster Lama der Gelugpa und stand damit sogar über Ganden Thripa, dem Abt des Klosters Ganden. Überlieferungsgemäß führte er auch die gelbe Kopfbedeckung ein, die den Gelugpa die Bezeichnung „Gelbmützen-Schule“ bescherte.
Angenommen wird auch, dass die Einführung des Trülku-Systems in der Gelug-Schule auf Gendün Drub zurückgeht. Bald nach seinem Tod wurde Gendün Gyatsho als seine Inkarnation erkannt, als dessen Reinkarnation später Sönam Gyatsho bestätigt wurde, der erstmals den Titel Dalai Lama erhielt. Somit gilt Gendün Drub als erster Dalai Lama.
1447 veranlasste Gendün Drub die Errichtung des Klosters Trashilhünpo in Samzhubzê, das er 1463 einweihte. Das Kloster wurde später Sitz der Penchen Lamas.

## Werke
- Gendun Drub, Glenn H. Mullin (Übers.): Training the Mind in the Great Way. 2. Auflage. Snow Lion Publications, Ithaca 1993, ISBN 0-937938-96-3